# Asticta immaculata
Asticta immaculata là một loài bướm đêm trong họ Erebidae.